# 奥列纳
奥列纳（義大利語：Oliena），是意大利撒丁大区努奥罗省的一个市镇。总面积165.37平方公里，人口7439人，人口密度45.0人/平方公里（2009年）。ISTAT代码为091055。